# رنچیتاس دل نورته (تگزاس)
رنچیتاس دل نورته (به انگلیسی: Ranchitos del Norte) یک منطقهٔ مسکونی در ایالات متحده آمریکا است که در تگزاس واقع شده‌است. رنچیتاس دل نورته ۱۱۲ نفر جمعیت دارد.